# World of Tanks Blitz
World of Tanks Blitz — условно-бесплатная массовая многопользовательская онлайн-игра, разработанная и выпущенная компанией Wargaming.net для устройств под управлением iOS, Android, Windows, macOS и Nintendo Switch. Изначально игра была выпущена для ограниченной аудитории в отдельных странах 5 мая 2014 года, и официально выпущена 26 июня 2014 года. World of Tanks Blitz практически полностью повторяет геймплей World of Tanks и включает в себя многие элементы оригинальной игры.
Игра получила положительные отзывы от критиков и игроков. Наиболее высоко были оценены система free-to-play, правильная адаптация «оригинала» под нужды платформы, игровой процесс и графика, однако критике подверглось сенсорное управление.

## Игровой процесс

Игровой процесс World of Tanks Blitz. Игра практически полностью повторяет геймплей World of Tanks (на снимке экрана изображена карта Рудники из PC-версии)

Игра представляет собой шутер с большим количеством режимов, из них 2 основных — обычные и рейтинговые бои. В обычном бою игроки могут играть во «Встречный бой» и режим «Превосходство». Обычные бои влияют на прогресс профиля, рейтинговые же определяют лигу игрока — всего лиг несколько, от «Бронзовой» до «Бриллиантовой». В игре присутствуют микротранзакции, за которые можно получить ресурсы, бустеры, бронетехнику или камуфляжи для неё. С 2020 года ежемесячно в World of Tanks Blitz добавляются новые сезоны Боевого пропуска с различными темами и новой бронетехникой, камуфляжами, аватарами и внутриигровой валютой.
Во «Встречном бою» игровой процесс основывается на битве двух случайно подобранных команд по 7 игроков в каждой, при этом в одной команде могут сочетаться танки разных наций и классов. Условие победы в бою — за 7 минут уничтожить команду противника либо захватить нейтральную базу, для чего один или несколько танков должны находиться в отмеченной зоне некоторое время, не получая при этом повреждений. В «Превосходстве» команда побеждает в случае, если она уничтожит всю технику противника или наберёт 1000 очков победы. Очки победы можно зарабатывать, захватывая точки и уничтожая технику противника.
В игре также есть специальные и ограниченные по времени режимы, которые могут длиться от нескольких дней до нескольких недель. К ним относятся «Mad Games», «Реалистичные бои», «Возрождение» и многие другие.

## Разработка и выпуск
По словам разработчиков, идея разработать MMO-экшн для мобильных платформ возникла в 2011 году; сам процесс разработки игры занял два года. В марте 2013 года было объявлено, что белорусская компания создаёт новую мобильную игру на основе World of Tanks. 25 марта 2014 года было запущено закрытое бета-тестирование для устройств iOS. Количество записавшихся на участие в тестировании игры превысило 150 000 человек.
Игра была выпущена 5 мая 2014 года с использованием стратегии мягкого запуска для ограниченной аудитории: предварительный выход состоялся в Норвегии, Финляндии, Швеции, Дании, Исландии. После предварительного релиза игра была официально выпущена во всём мире 26 июня 2014 года. 4 декабря 2014 года игра стала доступна для Android-устройств, 16 декабря 2015 года — для устройств под управлением Windows 10, а 24 марта 2016 года — для устройств с macOS. 26 августа 2020 года игра стала доступна для игровых консолей Nintendo Switch.
World of Tanks Blitz за первый год была загружена около 30 миллионов раз, а к июню 2021 года было уже более 170 миллионов загрузок.
31 марта 2022 года компания Wargaming.net передала свой игровой бизнес в России и Беларуси под местное управление Lesta Studio (ныне Lesta Games), а 4 апреля заявила, что Lesta Studio более не аффилирована с Wargaming.net. 20 сентября для игроков, проживающих в России и Беларуси, появилась возможность выбора дальнейшей игры на CIS-сервере или EU-сервере. 12 октября Lesta Games объявила о ребрендинге игр World of Tanks, World of Warships и World of Tanks Blitz, которые стали распространяться в России и Беларуси под названиями «Мир танков», «Мир кораблей» и Tanks Blitz соответственно.

## Киберспорт
В 2016 году в Нью-Йорке был запущен киберспортивный турнир Blitz Twister Cup. В 2017 году в Минске был запущен второй турнир, за победу в котором давались призы: 15 тысяч долларов и внутриигровые предметы. Команды были выбраны из игрового сообщества через открытые онлайн-отборочные стадии, проходившие четыре недели, начиная с 17 сентября 2017 года. Турнир Blitz Twister Cup проходил ещё в 2018 и 2019 годах в сотрудничестве с SanDisk и Gorilla Energy соответственно; после чего, в связи с пандемией COVID-19, был разделён на региональные турниры Blitz Cup, которые проходили в 2020 и 2021 годах в сотрудничестве с AppGallery и Tinkoff соответственно.

## Отзывы и награды
| Сводный рейтинг       | Сводный рейтинг |
| Агрегатор             | Оценка          |
| --------------------- | --------------- |
| GameRankings          | 85 %            |
| Metacritic            | 83/100          |
| «Критиканство»        | 84/100          |
| Иноязычные издания    |                 |
| Издание               | Оценка          |
| Nintendo Life         | [ 39 ]          |
| AppSpy                | 5/5             |
| TouchArcade           | [ 40 ]          |
| GamesMaster           | 80 %            |
| Screen Rant           | [ 42 ]          |
| Русскоязычные издания |                 |
| Издание               | Оценка          |
| «IGN Россия»          | 8,5/10          |
| StopGame.ru           | «Похвально»     |
| «Игромания»           | 8,5/10          |
| «Игры Mail.ru»        | 8,5/10          |
| «Канобу»              | 8/10            |

World of Tanks Blitz получила в целом благоприятные отзывы. На сайте-агрегаторе GameRankings версия игры для iOS получила рейтинг 85 % на основе 9 обзоров, на Metacritic — 83 балла из 100 возможных на основе 20 обзоров, а на сайте-агрегаторе Критиканство на балл больше — 84 (на основе 10 обзоров).
В своём обзоре на Nintendo Life Пи Джей О’Рейли написал, что «World of Tanks Blitz берёт основной игровой процесс своих полноценных предшественников и довольно успешно переводит его на гибридную платформу Nintendo». Алекс Бич (веб-портал «AppSpy») в заключение отметил: «World of Tank Blitz — игра, которая убедит вас расстаться со своими наличными, но с таким количеством безумного танкового веселья, предлагаемого бесплатно, вы будете более чем счастливы сделать это». Шон Масгрейв в обзоре на TouchArcade похвалил её за игровой процесс, сенсорное управление и систему free-to-play. В обзоре на веб-портале Screen Rant Коди Петерсон отметил, что игре «не хватает полировки и баланса» и обнаружил ошибку в версии для Nintendo Switch: «пришлось пропустить обучение, потому что не было никакой возможности двигаться дальше. В какой-то момент во время обучения игра просит игрока обновить свой танк, но из-за сбоя мы не можем нажимать какие-либо кнопки или вообще взаимодействовать с меню». Владимир Тырлов («VGTimes») похвалил игру, отмечая выход игры на Nintendo Switch, как «отличную возможность приобщиться к одной из самых популярных бесплатных онлайн-игр на данный момент. Особенно если у вас под рукой нет мощного телефона, а поиграть в портативе всё же хочется».
Константин Говорун («IGN Россия») назвал игру «отличной адаптацией культовой „World of Tanks“ на мобильные устройства, пусть и с очевидными ограничениями». Из плюсов он отметил хорошую графику, оптимальный масштаб карт и правильную адаптацию оригинала, а из минусов — сенсорное управление и отсутствие артиллерии. Дмитрий Ежов из издания «Канобу» сравнил её с «продолжением ряда любопытных мультиплеерных механик, воплощённых в этом [2014] году на мобильных платформах» и сопоставил её с вышедшими в том же году играми Hearthstone: Heroes of Warcraft и Walking War Robots, как «продукты не в последнюю очередь для тех, кто лишён времени на крупные MMO-забавы (или попросту не знает, как к ним подступиться), но совсем не против, в общем-то, поиграть вечером с людьми в Интернете». Игнатий Колыско из веб-портала StopGame.ru отметил из плюсов бережно сохранённые особенности «большой» World of Tanks, продуманную модель free-to-play и грамотную адаптацию игрового процесса под нужды платформы, а из минусов редкие проблемы с производительностью и сетевой игрой и, пока только представленные на 2014 год три противоборствующие стороны. Ян Кузовлев из издания «Игромания» отметил из плюсов удобное управление, дизайн элементов интерфейса и ненавязчивую монетизацию, а из минусов отсутствие французских танков и всего один (на тот момент) режим игры. Андрей Александров из веб-портала «Игры Mail.ru» назвал игру «упрощённой версией популярной танковой игры — с удобным управлением и короткими динамичными боями».

### Награды
| Год  | Награда                            | Категория                                    | Результат    | Прим.  |
| ---- | ---------------------------------- | -------------------------------------------- | ------------ | ------ |
| 2014 | Golden Joystick Awards             | Лучшая мобильная игра в ассоциации с Kiss FM | Второе место | [ 48 ] |
| 2015 | International Mobile Gaming Awards | Лучшее техническое достижение                | Номинация    | [ 49 ] |
| 2015 | International Mobile Gaming Awards | Лучшая многопользовательская игра            | Номинация    | [ 49 ] |
| 2015 | Goha Awards                        | Лучшая игра для мобильной платформы          | Победа       | [ 50 ] |
| 2020 | Pocket Gamer Mobile Games Awards   | Лучший мобильный киберспорт                  | Номинация    | [ 51 ] |
| 2020 | Gamescom Awards                    | Лучшее шоу                                   | Победа       | [ 52 ] |
| 2021 | Editors’ Choice Awards             | Лучшая многопользовательская игра и шутер    | Победа       | [ 53 ] |

### Комментарии
1. ↑  Мягкий запуск используется для проверки функциональности продукта, сбора данных или отзывов клиентов на ограниченных территориях перед его глобальным релизом.